# Hội Hữu nghị Khmer – Trung Quốc
Hội Hữu nghị Khmer – Trung Quốc (tiếng Pháp: Association d'amitié khmero-chinoise, AAKC) là tổ chức nhằm thúc đẩy mối quan hệ giữa Campuchia và Trung Quốc.
Chủ tịch Hội Hữu nghị là Leng Ngeth. Tổng Thư ký là Phouk Chhay. Hu Nim có thời từng giữ chức phó chủ tịch của hội này. Những thành viên chủ chốt khác trong hội bao gồm Hou Yuon và Tiv Ol. Khieu Samphan là thành viên của tiểu ban báo chí và nguyệt san của AAKC. Hội này còn có cả một hội hữu nghị chị em đặt trụ sở tại Bắc Kinh mang tên Hội Hữu nghị Trung Quốc – Khmer.
Hội Hữu nghị được thành lập vào tháng 9 năm 1964. Vì lúc bấy giờ Campuchia và Cộng hòa Nhân dân Trung Hoa đang có quan hệ song phương tốt đẹp. Những khuynh hướng chính trị khác nhau đều được thể hiện trong hội này. Theo đà phát triển của cuộc Cách mạng Văn hóa bên Trung Quốc, AAKC ngày càng biến thành tổ chức đi theo chủ nghĩa Mao.
Hoàng thân Sihanouk đã ra lệnh cấm hội này vào ngày 1 tháng 9 năm 1967 (tất cả các hội hữu nghị quốc gia khác ở Campuchia cũng đều bị cấm). Một số thành viên chủ chốt của AAKC còn bị giới chức Campuchia bắt giữ, bao gồm cả Phouk Chhay. Ông chỉ được trả tự do sau cuộc đảo chính năm 1970. Chính phủ Campuchia bèn cho lập một tổ chức hữu nghị Campuchia – Trung Quốc mới ngay sau khi giải thể AAKC gọi là Ủy ban Quốc gia Quan hệ Hữu nghị Khmer – Trung Quốc. Tổ chức mới chẳng thiếu bất kỳ nhà lãnh đạo cánh tả nào. Hội Hữu nghị Khmer – Trung Quốc đã phản đối lệnh cấm AAKC hoạt động ở Campuchia.
Nhóm từng sinh hoạt tại AAKC vẫn tiếp tục tồn tại như một phe thân Trung Quốc bên trong Đảng Cộng sản Campuchia. Phe thân Trung Quốc chủ yếu để lại ảnh hưởng ở khu vực miền Tây Nam Campuchia cho đến năm 1975 thì bị phe cánh Pol Pot khuất phục. Giới lãnh đạo chính thân Trung Quốc của hội này đều bị Khmer Đỏ xử tử vào năm 1977.